# كهف ماكيدو
ماكيدو (باليابانية: 満奇洞، بالروماجي: Maki-do) هو أحد ثلاث كهوف جيرية وموقع سياحي يقع في مدينة نيمي، محافظة أوكاياما، في اليابان، تم إكتشاف الكهف من قبل صياد خلال أواخر فترة إيدو أثناء مطاردته لراكون، كما يعرف باسم (قصر الأحلام).
أستخدم كموقع تصوير سينمائي لعدد من أفلام السينما اليابانية.

## نظرة عامة
يمتد طول الكهف إلى 450 متر (1,480 قدم) وعرض 25 متر (82 قدم) كما يحتوي في داخله على بحيرة صغيرة تحت الأرض على مقربة من نهايته، بالإضافة إلى العديد من الصواعد والنوازل.

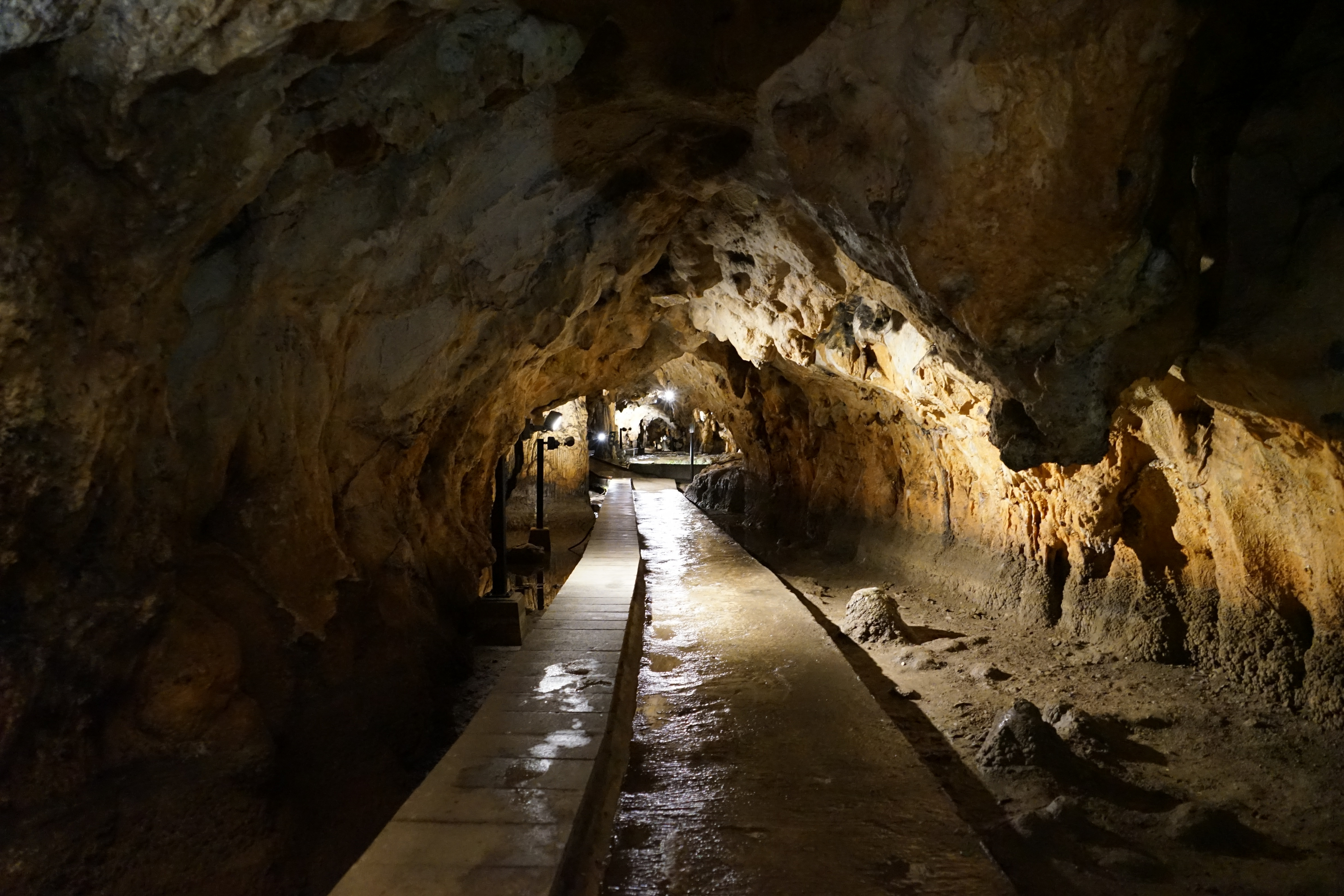
داخل الكهف
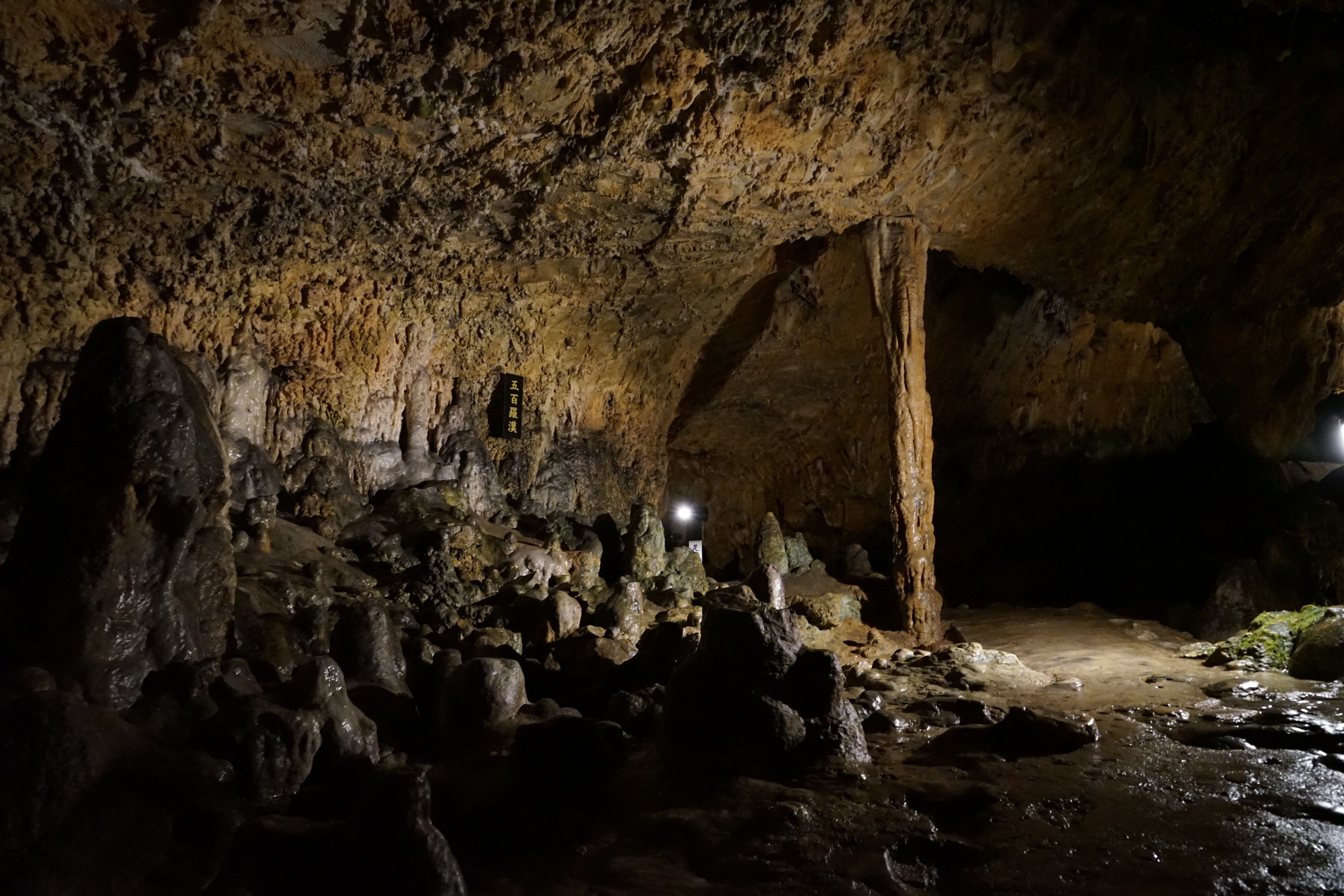
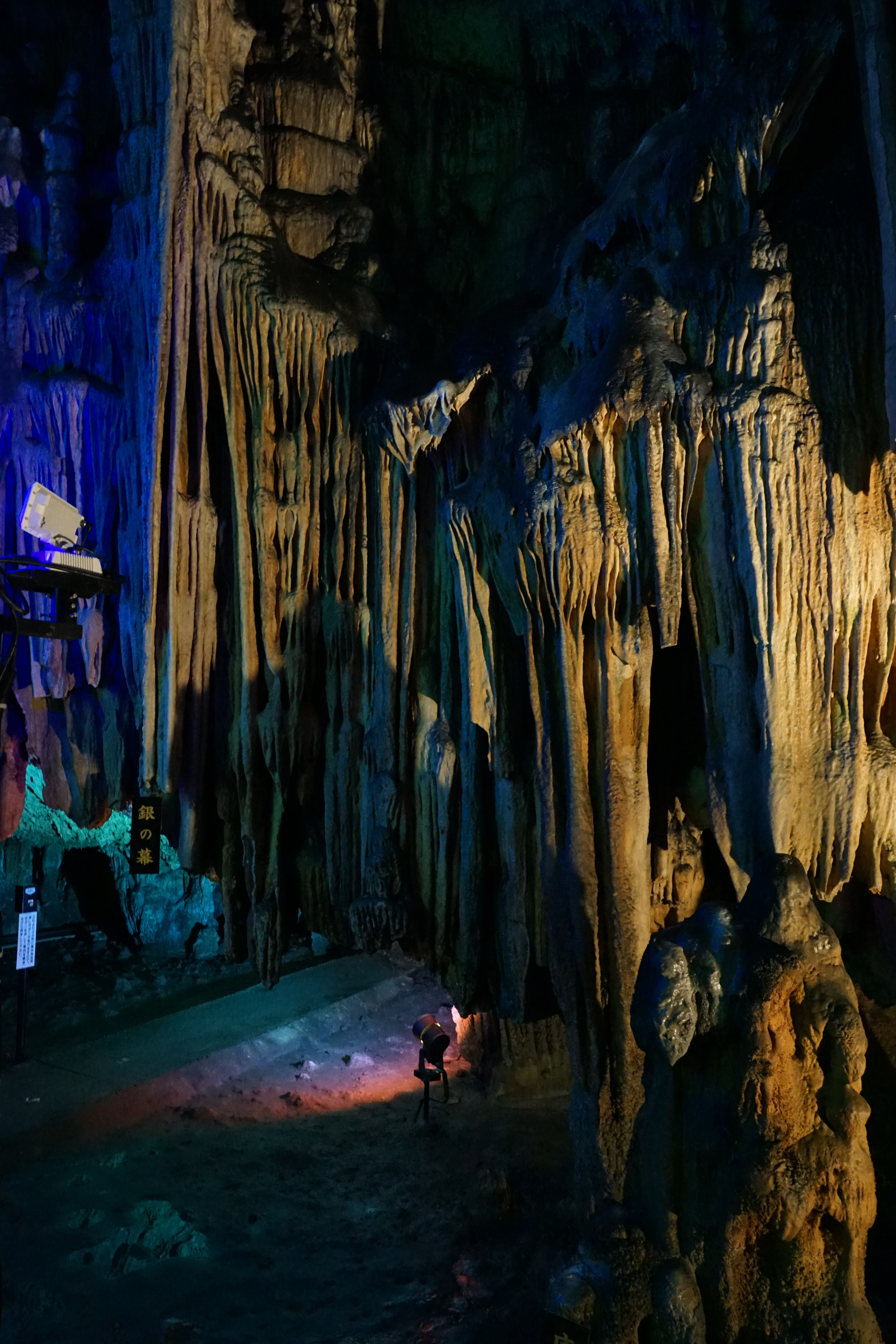
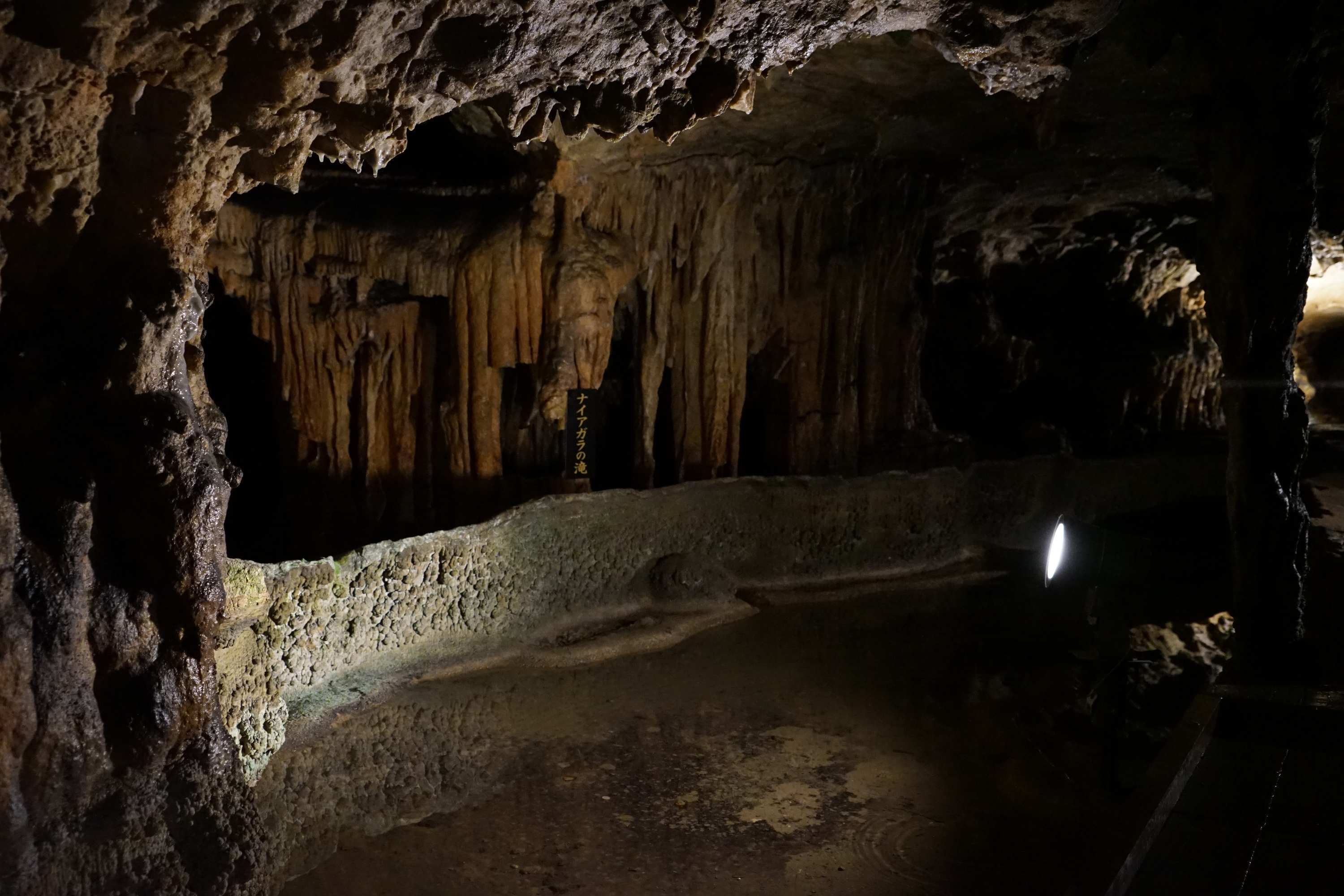
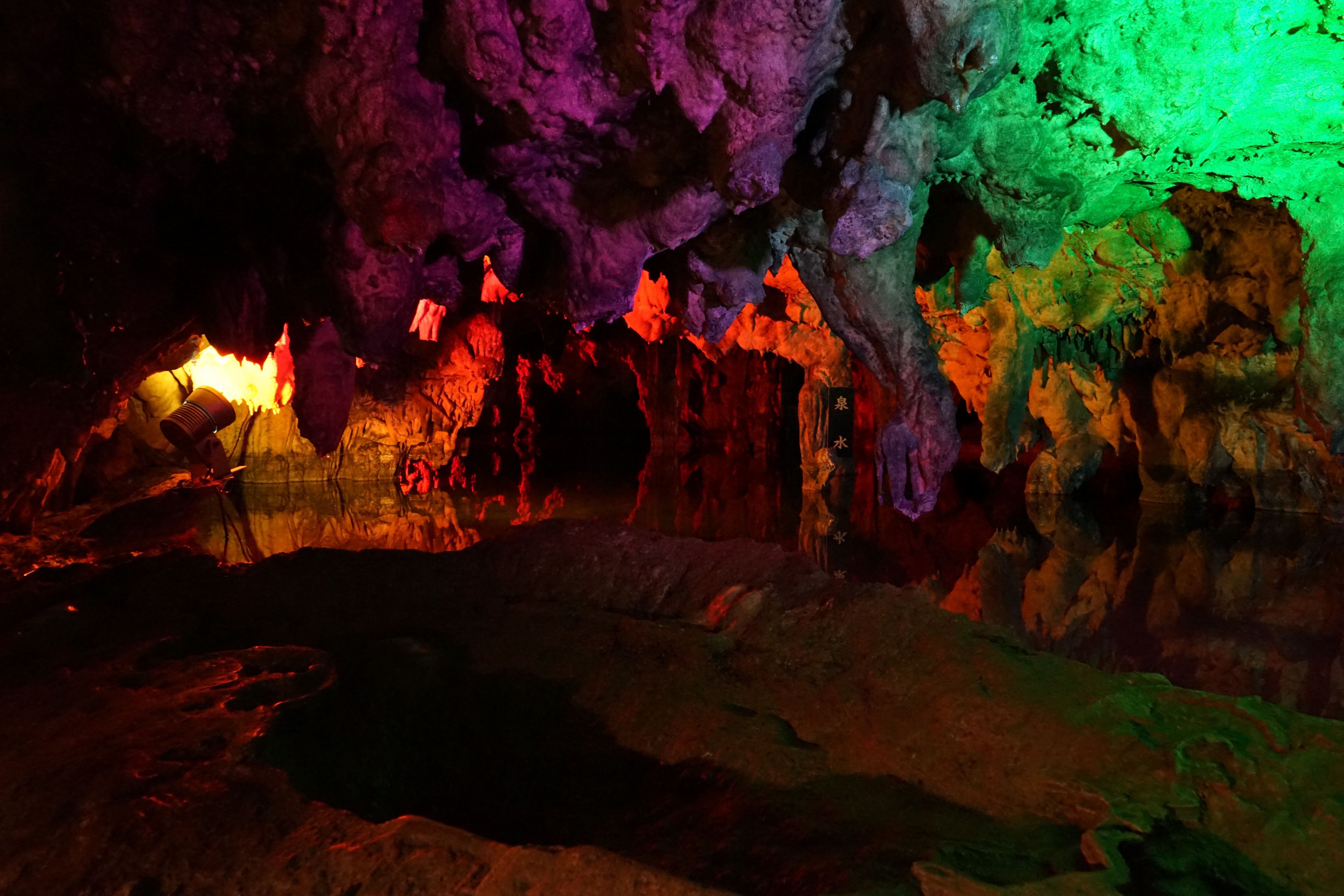
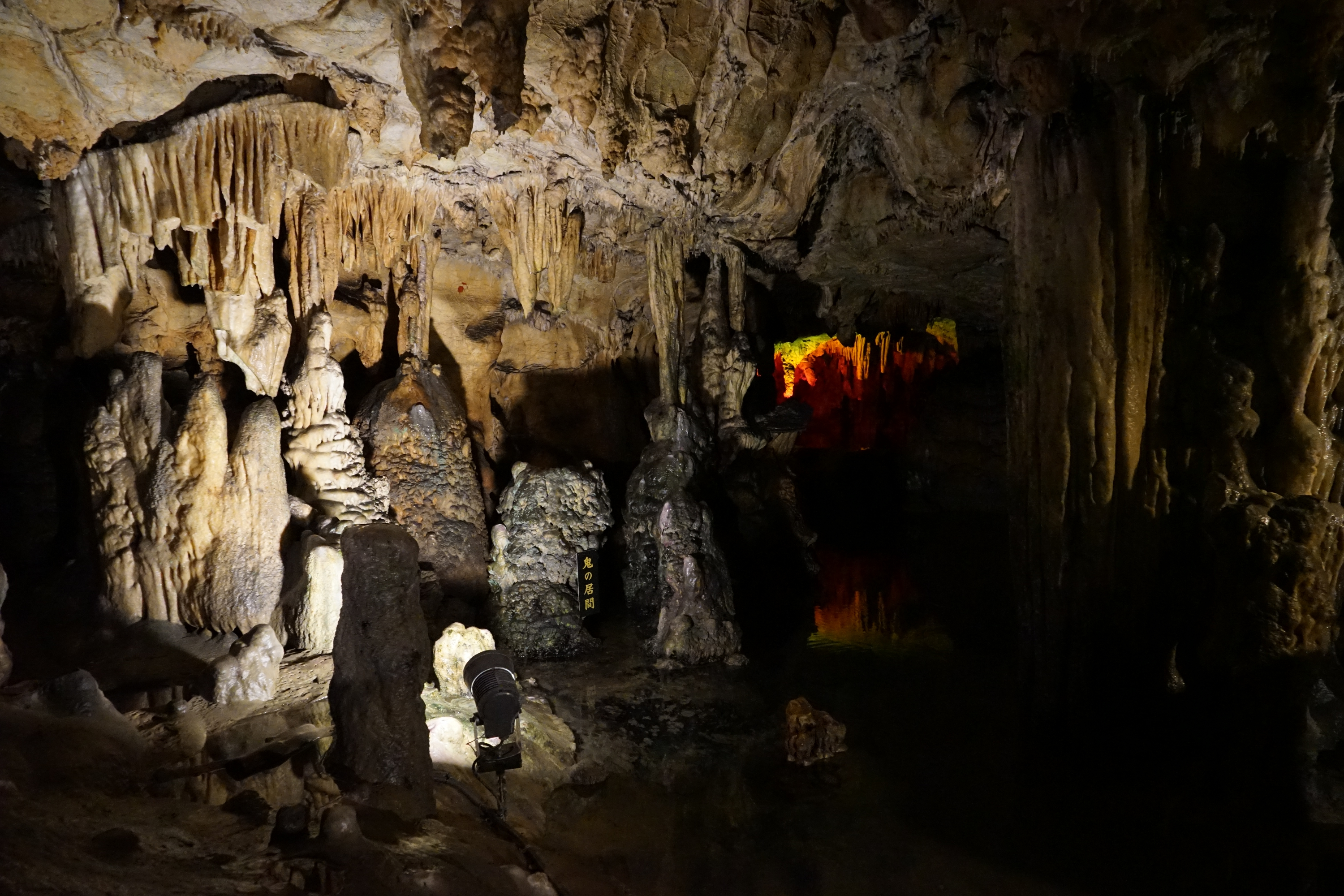
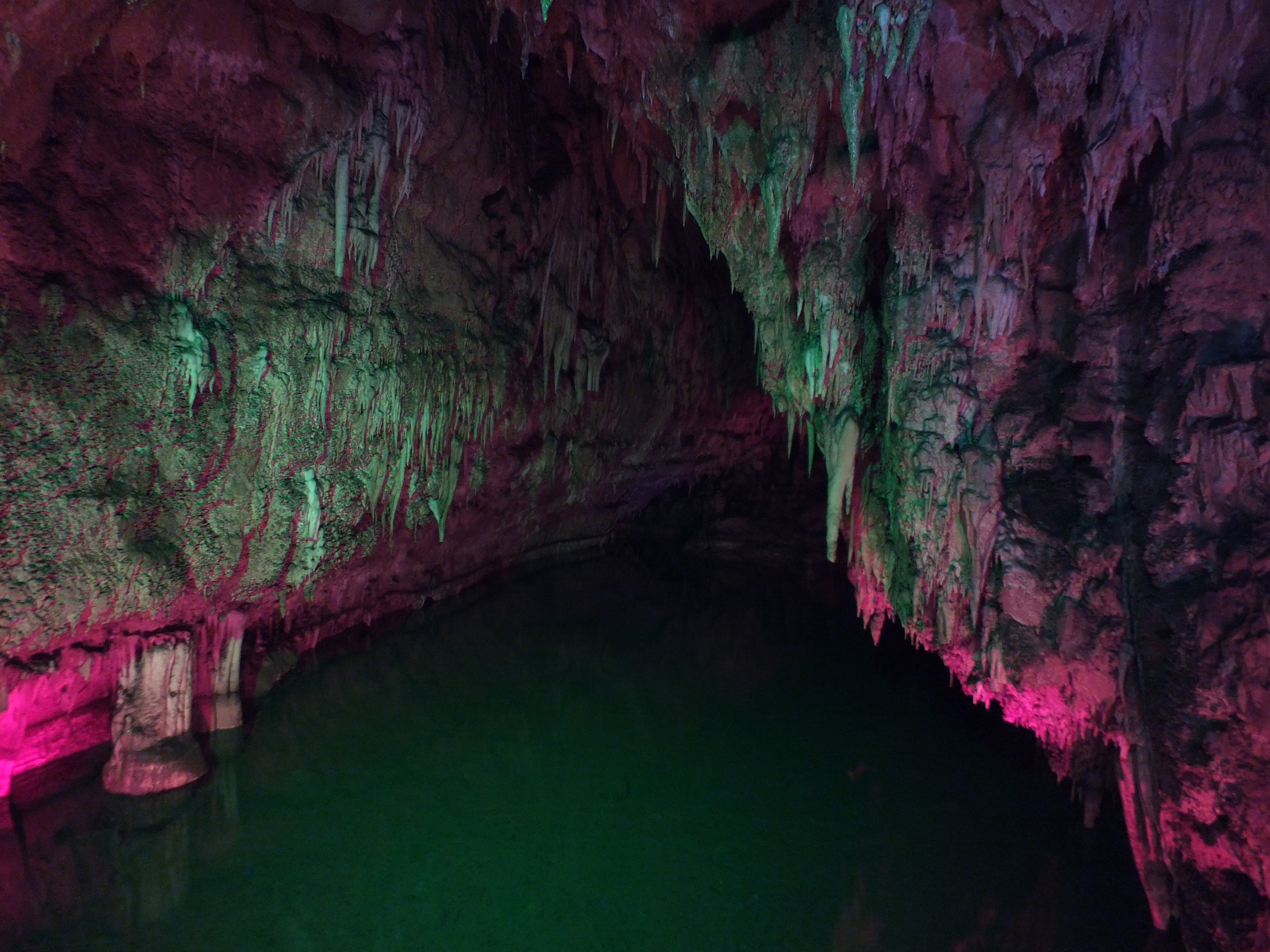
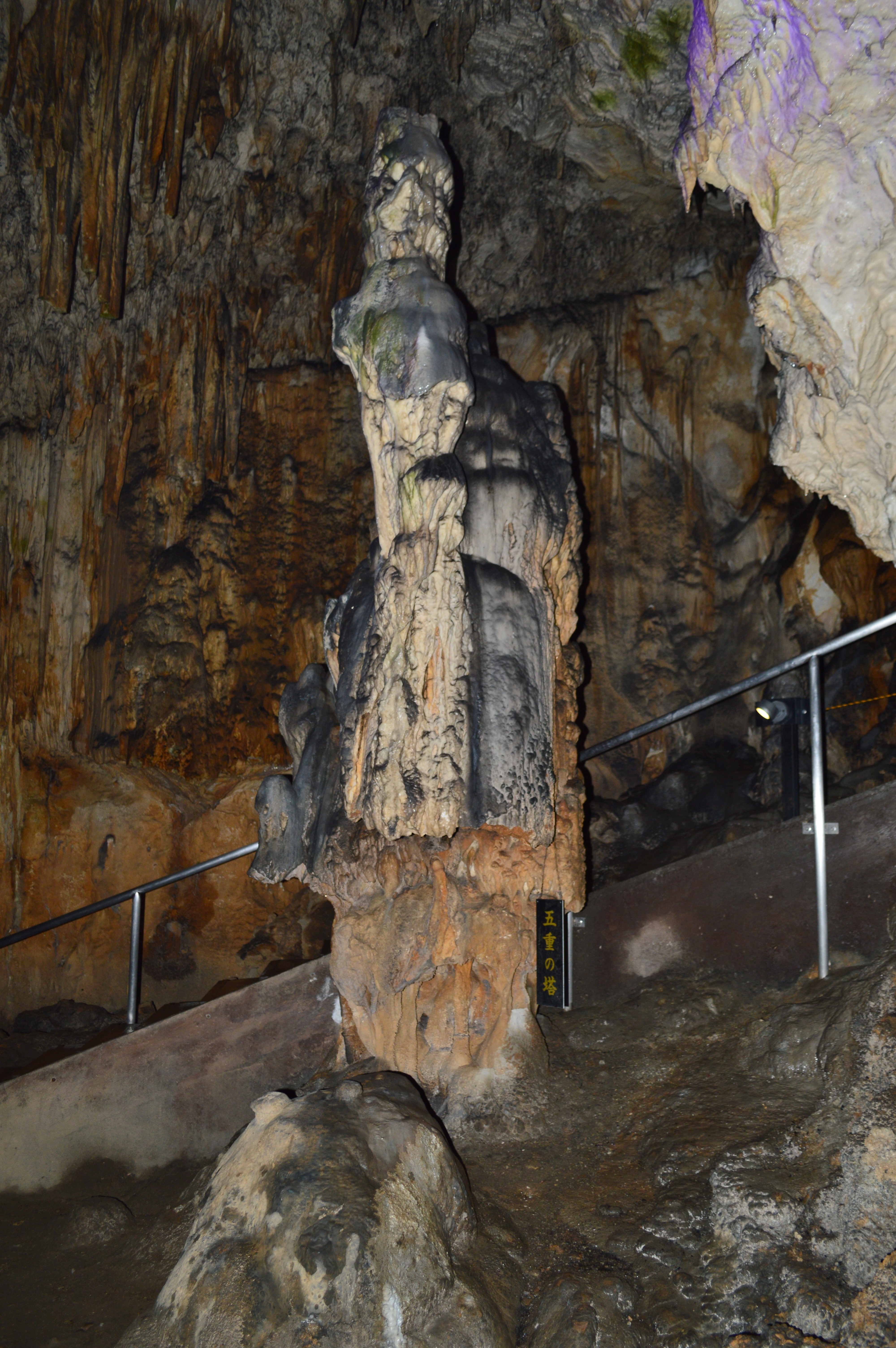

## النقل
يمكن استخدام السيارة بالقيادة 30 دقيقة من (الطريق الوطني السريع 313)، أو بالحافلة إنطلاقًا من (محطة جي-آر إكورا) لمدة 38 دقيقة وصولًا إلى المنطقة المجاورة للكهف ثم الصعود سيرًا لمسافة قصيرة لكن شديدة الإنحدار.

## أوقات الإفتتاح والرسوم
يفتح الكهف أمام الزائرين من الساعة (8:30 ص) وحتى الـ (5:00 م) مع إغلاق الإستقبال عند الساعة (4:30 م).
رسوم الدخول للبالغين وطلبة الثانوية تبلغ 1000 ين ياباني ولطلاب المتوسطة 800 ين، للأطفال وطلاب الإبتدائية 500 ين.

## طالع أيضًا
- كهف مورويا
- كهف أكادو
- كهف كوسيغاساوا
- كهف ريغاندو